# Avord
Avord là một xã thuộc tỉnh Cher trong vùng Centre-Val de Loire miền trung Pháp.

## Dân số
| 1962                                | 1968 | 1975 | 1982 | 1990 | 1999 | 2006 |
| ----------------------------------- | ---- | ---- | ---- | ---- | ---- | ---- |
| 1908                                | 2132 | 2350 | 2492 | 2079 | 2334 | 2992 |
| Từ năm 1962 Dân số không tính trùng |      |      |      |      |      |      |

## Thị trấn kết nghĩa
Aindling, Đức.